# Spirostreptus medjensis
Spirostreptus medjensis är en mångfotingart som beskrevs av Chamberlin 1927. Spirostreptus medjensis ingår i släktet Spirostreptus och familjen Spirostreptidae. Inga underarter finns listade i Catalogue of Life.